# Мирзоев, Осман Мирзагусейн оглы
Осман Мирзагусейн оглы Мирзоев (азерб. Osman Mirzəhüseyn oğlu Mirzəyev; 13 апреля 1937, Баку — 20 ноября 1991, Каракенд, Нагорно-Карабахская автономная область) — советский журналист, писатель и публицист. Автор книг «Наши имена», «Один раз живём», «Капля и озеро» и «Орёл в полёте» и многих статей, посвящённых актуальным темам своего времени. Основоположник «политического портрета», создатель и ведущий первой общественно-политической передачи на азербайджанском телевизионном пространстве «Далга». Заведующий отделом информации аппарата Администрации президента Азербайджанской Республики.

## Биография
Осман Мирзагусейн оглы Мирзоев родился 13 апреля 1937 года в посёлке Кишлы города Баку. Позже семья Мирзоевых переехала из посёлка в центр города. Общее образование получил в школе № 190. В 1956 году после окончания школы он поступил на отделение журналистики филологического факультета Азербайджанского государственного университета имени Кирова. Ещё, будучи студентом факультета журналистики, он начал сотрудничать с популярной в то время газетой «Молодёжь Азербайджана». Именно эта газета сыграла исключительно важную роль в творческом росте и формировании мировоззрения Мирзоева-журналиста.
После окончания университета продолжал трудовую деятельность в газете «Молодёжь Азербайджана», где проработал семь лет. Осман Мирзоев начинал свою деятельность в редакции молодёжной газеты рядовым переводчиком и вырос до должности ответственного секретаря газеты. Сам журналист высоко оценил роль этой газеты в его жизни: «К „молодёжке" у меня особое отношение, ведь это были первые годы в журналистике, годы формирования, и они мне дороги как первая любовь. „Молодёжка“ всегда отличалась смелостью, нестандартностью мышления, свежестью взглядов. „Молодёжка“ это ещё и своеобразная кузница журналистских кадров»1 — писал спустя много лет уже заслуженный журналист Азербайджанской ССР Осман Мирзоев.
С 1968 по 1990 год О. Мирзоев работал в газете «Вышка», где прошёл путь от заведующего отделом партийной жизни и пропаганды — самым важным отделом газеты, определившим творческую политическую стратегию журналиста до ответственного секретаря, а позже с 1978 года — заместителем редактора. Все эти годы, руководимые и курируемые им отделы редакции, освещали широкий круг важных вопросов, темы по актуальным проблемам партийной жизни, науки, образования, культуры. По инициативе О. Мирзоева при редакции газеты «Вышка» была создана, и на протяжении нескольких лет действовала школа рабкоров. Много внимания он уделял профессиональной учёбе молодых сотрудников. Здесь он вновь проявил свои незаурядные способности организатора, журналиста и публициста. Он открывал большие возможности перед начинающими, молодыми журналистами редакции.
О. Мирзоев как профессиональный журналист проявил себя не только в прессе, но и на телевидении. Он был одним из основоположников первой общественно-политической, художественно-публицистической передачи на азербайджанском телевизионном пространстве — передачи «Далга». Эта передача стала выходить с 1986 года один раз в неделю, по пятницам в вечернее время. Эта передача за короткий срок завоевала большую популярность среди населения страны. Тогдашний председатель Азербайджанского государственного телевидение Эльшад Гулиев высоко оценивал роль О. Мирзоева в завоевании популярности этой передачи: «Выбор О. Мирзоева в качестве ведущего этой передачи было неслучайным. Я всегда высоко ценил его как талантливого журналиста, и общение с ним с точки зрения эфира вызывало большой интерес. Во-первых, он был двуязычным журналистом: мог свободно говорить как на азербайджанском, так и на русском языках. Во-вторых, это был профессиональный журналист, который в то время сотрудничал в центральном органе правительства в газете „Вышка“. Даже выпуски передачи „Далга“, подготовленные Османом Мирзоевым отличались высоким профессионализмом. В своем выпуске он освещал не только актуальные общественно-политические вопросы, но также готовил очень интересные сюжеты о необычных природных явлениях, о знаменитых политических и культурных деятелей Азербайджана».
О. Мирзоев принимал активное участие в общественно-политической жизни Азербайджана не только как журналист, публицист и педагог, но даже принимал участие в парламентских выборах 1991 года. Во время проведения избирательной кампании он лично встречался с жителями Бакинского села Кешля и знакомился с их проблемами. Являясь сторонником мирного демократического пути развития своей страны, О.Мирзоев стремился помочь своему народу как депутат (от села Кешлы).
В сентябре 1990 года О. Мирзоев был назначен на должность заведующего отделом Аппарата Президента Азербайджана. Столь ответственная работа отнимала у него много времени, и он уже не мог много времени уделять своей творческой, журналистской деятельности, что очень беспокоило его, ибо в душе ещё было много того, о чём бы он хотел поведать народу.

## Гибель
Осман Мирзоев трагически погиб в ноябре 1991 года в вертолёте, в котором летели высшие государственные чиновники Азербайджана и четверо журналистов, сбитом вблизи села Гаракенд в Нагорном Карабахе.

## Наследие

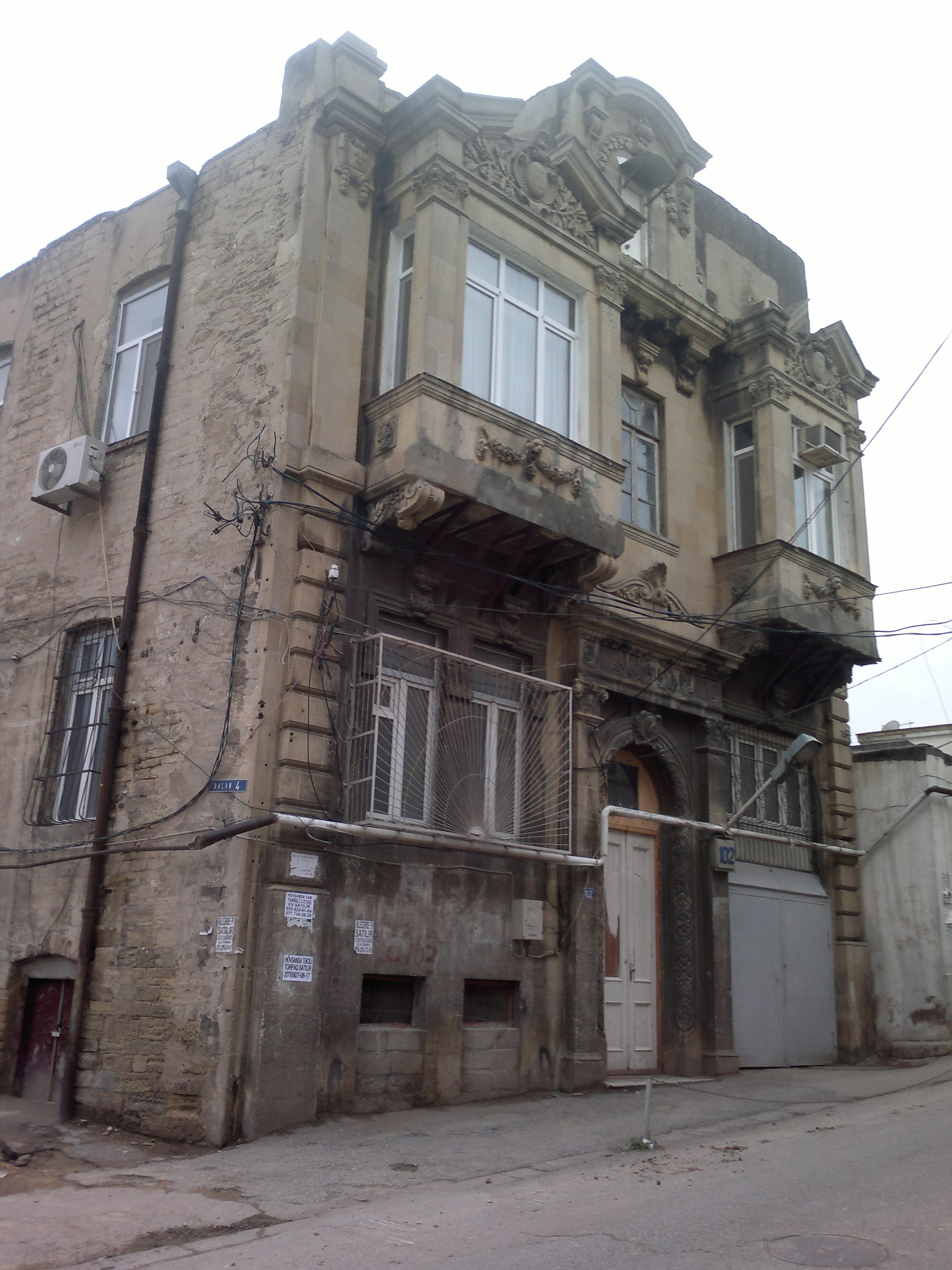
Дом в Баку, в котором жил Осман Мирзоев

Осман Мирзоев вошёл в историю как журналист, писатель и публицист. Говоря о нём, мы в первую очередь имеем в виду мастера очерков, автора многих статьей, посвящённых актуальным темам своего времени, основоположника «политического портрета» в Азербайджане. Его замечательными очерками об Имаме Мустафаеве, Шихали Курбанове, Назиме Гаджиеве и многими другими публицистическими выступлениями, буквально, зачитывались люди, пленяясь точностью наблюдений и характеристик героев. Успех имели и книги Мирзоева-писателя. Его перу принадлежат такие сборники очерков как «Орел в полете», «Капля в море», «Один раз живем», а также книга «Наши имена», которая, пожалуй, все же стоит особняком, оставаясь и самой популярной в народе, и самой любимой автором.
За кажущимся добродушием и простотой общения Мирзоева-журналиста скрывался стержень сильной и прямой натуры. Ничто не могло заставить его изменить своим принципам, он умел отстаивать их и в кабинетах вышестоящих начальников и в своих выступлениях на редакционных летучках, заседаниях редколлегии, собраниях коллектива. Его эрудиция, разнообразие и глубина знаний, широта интересов были воистину удивительны. Образование он получил на азербайджанском языке, а русский язык освоил уже в более зрелые годы, и как освоил — на зависть многим «русскоязычным». Редкое сочетание таланта и трудолюбия позволяли ему во всем добиваться великолепных результатов.
Профессиональное мастерство, блестящий от природы интеллект, жизненный опыт… но не только это определяло авторитет журналиста О. Мирзоева и абсолютное доверие к нему читателей, любовь студентов факультета журналистики университета, где он преподавал немало лет. В нём привлекали постоянная, и напряженная работа мысли, жадный интерес к жизни и к людям, внутренняя свобода от догм и предрассудков. И, прежде всего — верность журналистскому кредо: ни чем не погрешить против своей совести. Именно в газете «Вышка» были опубликованы статьи Османа Мирзоева, которые вызвали большой резонанс в обществе и особенно сильно обеспокоили руководство страны. Это статьи «Мир твоему дому, брат-карабахец» и «Мадонна из Садарака», в которых автор смело разоблачает политику Центра, содействовавшую отторжению Нагорного Карабаха из состава Азербайджана и в дальнейшем присоединению к Армении.
Присущая О.Мирзоеву честность и верность своему журналистскому долгу не позволяли ему приукрашивать существующую действительность. В своих публикациях он смело писал о недостатках, царивших во многих сферах общественной жизни. Естественно, такое свободное изложение мысли не могло не вызвать недовольство высокопоставленных лиц. Но он никогда не выступал против своей совести. «Однажды в редакцию пришли партийные чиновники и „от имени и по поручению“ выразили недовольство по поводу одной его передовицы, опубликованной в газете „Вышка“. Тогда то он спокойно и твёрдо отрезал, что виновным себя не чувствует и впредь будет следовать своим принципам» — вспоминали товарищи О.Мирзоева по работе.

## Цитата
Осман Мирзоев: «Хорошо если у человека большая и благородная цель на всю жизнь, если человек каждым своим часом служит этой цели. В самом деле, ведь один раз живем…»
Солмаз ханум, вдова Османа Мирзоева: «Он готовил трилогию, состоящую из частей: „Имена“, „Слова“ и „Традиции“. Первая из этих книг была издана. Но две остальные так и остались не опубликованными. Для создания этого труда он выучил арабский и фарси… Я очень часто посещаю его могилу. Даже сегодня я его жду. Может быть, это кому-то покажется странным, но я надеюсь и жду, что он вернется» (опубликовано в газете «Зеркало», 13 апреля 2002 г.).

## Награды
За заслуги, проявленные в журналистской деятельности Осман Мирзоев был удостоен премии Союза журналистов Азербайджана «Золотое перо», награждён почётными грамотами Президиума Верховного Совета Азербайджанской ССР, а в 1988-м году за заслуги в области печати ему было присвоено почётное звание «Заслуженный журналист Азербайджанской ССР».